# 4400 (телесеріал)
«4400» (англ. 4400) — американський науково-фантастичний телесеріал, розроблений Аріаною Джексон. Серіал є перезавантаженням телесеріалу «4400» 2004 року. Прем’єра відбулася на каналі The CW 25 жовтня 2021 року.
12 травня 2022 року телесеріал було закрито після першого сезону.

## Сюжет
4400 людей, які безслідно зникли за останнє століття, раптово повертаються, не постарівши ні на день і не пам’ятаючи, що з ними сталося.

## Актори та персонажі
- Бріттані Адебумола — Шеніс Мюррей, адвокат, яка зникла в 2005 році. Вона дружина Логана і мати Мераї.
- Джозеф Девід-Джонс — Джарел Матео, соціальноий працівник, який допомагає 4400 реінтегруватися у життя.
- Айрен Роуч — хлопець Кейші Тейлор Джарель
- Т. Л. Томпсон — доктор Андре Девіс, керує клінікою в Гарлемі,
- Джей Ледімор — Клодетт, домогосподарка 1960-х років і організатора Руху за громадянські права, яка після повернення відновлює повноваження
- Деррік А. Кінг — священник Ісая «Преполобний» Джонстон, «родом» з 1990-х років
- Хайла Джонсон — Ладонна Лендрі, заможна тусовщиця з 2015 року
- Корі Джеакома — Логан, чоловік Шеніс і батько Мераї.
- АМАРР — Хейден.
- Аутмун Бест — Мілдред, дитина 1970-х років, після повернення отримав здібності до телекінезу.

## Список епізодів
| № серії | Назва серії                | Режисер(и)      | Сценарист(и)    | Оригінальна дата показу | Глядачів U.S. (млн) |
| ------- | -------------------------- | --------------- | --------------- | ----------------------- | ------------------- |
| 1       | «Past is Prologue»         | Janice Cooke    | Ariana Jackson  | 25 жовтня 2021          | 0.54                |
| 2       | «All Things Are Possible»  | Janice Cooke    | Ariana Jackson  | 1 листопада 2021        | 0.36                |
| 3       | «That LaDonna Life»        | Sheelin Choksey | Kristen SaBerre | 8 листопада 2021        | Буде визначено      |
| 4       | «Harlem's Renaissance Man» | Tessa Blake     | Jett Garrison   | 15 листопада 2021       | Буде визначено      |

## Виробництво

### Розробка
7 листопада 2018 року було оголошено, що The CW розробляє ребут «4400». Тейлор Елмор і Крейг Суіні долучилися до розробки у якості виконавчих продюсерів пілотної серії в рамках їхніх загальних угод із CBS Studios, а Елмор також був оголошений потенційним шоуранером. Згодом 8 лютого 2019 року проект було переведено на цикл розробки наступного сезону, а прем'єру серіал перенесли на телевізійний сезон 2020–2021 років, оскільки повідомлялося, що сценарії не були готові вчасно.
9 лютого 2021 року було оголошено, що проект отримав замовлення на перший сезон. Аріана Джексон і Анна Фріке були призначені продюсерами серіалу разом з Лорою Террі. Також було оголошено, що сценаристом серіалу буде Аріана Джексон. 19 березня 2021 року стало відомо, що Еріка Уотсон приєдналася до розробки як режисер пілотного епізоду. 15 червня 2021 року було оголошено, що прем'єра серіалу запланована на 25 жовтня 2021 року.

### Кастинг
30 березня 2021 року Джозеф Девід-Джонс і Хайла Джонсон отримали головні ролі. 7 квітня 2021 року до основного акторського складу приєдналися Бріттані Адебумола, Джей Ледімор та Амарр Вутен. 24 травня 2021 року Т. Л. Томпсон, Корі Джеакома, Айреон Роуч, Деррік А. Кінг та Аутмун Бест долучилися до основного акторського складу. 14 жовтня 2021 року Каузар Мохаммед, Вайлдер Ярі та Тео Жермен приєдналися до акторського складу в повторюваних ролях.

### Зйомки
Зйомки першого епізоду розпочалися 7 червня 2021 року і тривали до 24 червня. Зйомки решти серіалу планувалися з 26 липня по 7 грудня. Основні зйомки серіалу проходили в Чикаго.